# Ludwik Trynkowski
Ludwik Gabriel Trynkowski, krypt. L. Tr. (ur. 24 marca 1805 w Pełeniach, powiat wiłkomierski, zm. 24 marca 1849 w Irkucku) – polski duchowny katolicki, pisarz religijny.

## Życiorys
Pochodził z rodziny włościańskiej, był synem Antoniego i Teresy z Witkiewiczów. Kształcił się na Cesarskim Uniwersytecie Wileńskim (w 1828 uzyskał doktorat teologii) oraz w wileńskim Diecezjalnym Seminarium Duchownym; święcenia kapłańskie przyjął w 1829 z rąk biskupa Mateusza Lipskiego. Działał m.in. jako kaznodzieja przy wileńskiej katedrze. Pod zarzutem związków z Szymonem Konarskim został zatrzymany w 1838 przez władze carskie i wywieziony na Syberię. Wyrokiem sądu wojskowego został też skazany na utratę praw stanu, co wiązało się ze zdjęciem święceń kapłańskich; czynności tej dokonał w marcu 1839 w Mińsku biskup Lipski, niegdysiejszy szafarz jego święceń. Zmarł Trynkowski na zesłaniu w Irkucku w marcu 1849, dotknięty chorobą umysłową, towarzyszącą mu już od uwięzienia w Wilnie.
Ogłosił kilka artykułów o tematyce filozoficznej (Widnokrąg naukowy. Rzut oka na filozoficzność współczesną, "Piśmiennictwo Krajowe", 1841, nr 15-16; Wpływ filozofii współczesnej na literaturę w ogólności, "Przegląd Naukowy", 1842, nr 3); analizował w nich stosunek niemieckiego idealizmu do doktryny katolickiej, postulując konieczność stworzenia polskiej filozofii chrześcijańskiej.